# Coronel Barros
Coronel Barros é um município brasileiro do estado do Rio Grande do Sul.

## Geografia
Localiza-se a uma latitude 28º22'59" sul e a uma longitude 54º03'56" oeste, estando a uma altitude de 311 metros.
Possui uma área de 161,84 km² e sua população estimada em 2005 era de 2 469 habitantes.
É constituído por dois distritos: Coronel Barros (distrito-sede) e Linha 8.